# Genouillé (Vienne)
Genouillé è un comune francese di 537 abitanti situato nel dipartimento della Vienne nella regione della Nuova Aquitania.

## Società

### Evoluzione demografica
Abitanti censiti